# Arte degli Albergatori
 (mars 2023).
Si vous disposez d'ouvrages ou d'articles de référence ou si vous connaissez des sites web de qualité traitant du thème abordé ici, merci de compléter l'article en donnant les références utiles à sa vérifiabilité et en les liant à la section « Notes et références ».
L'Arte degli Albergatori est une corporation des arts et métiers de la ville de Florence, l'un des  arts mineurs des Arti di Firenze qui y œuvraient avant et pendant la Renaissance italienne.

## Membres de la corporation
Y étaient immatriculés tous ceux, hommes et femmes, qui donnaient auberge de jour et de nuit aux  personnes et aux voyageurs à cheval. Les auberges se divisaient en trois catégories : grandes, moyennes et petites selon le type du logement. Les statuts de l'Arte avaient des règles très sévères qui prohibaient l'hospitalité aux  voleurs, assassins et aux prostituées, et  qui interdisaient  rigoureusement le déroulement de toute sorte de   jeu.